# アイオン・スカイ
アイオン・スカイ（Ione Skye 1970年9月4日 - ）は、イギリス、アメリカ合衆国で活動する女優。
本名はアイオン・スカイ・レイッチ（Ione Skye Leitch）、イギリスロンドン出身。父は歌手のドノヴァン・フィリップス・レイッチ。
2006年VH1 にて、ティーンスター（ティーンの憧れの女優）100人中、84位に選ばれた。

## 私生活
1992年ビースティー・ボーイズのアダム・ホロヴィッツと結婚したが1999年に離婚。
2008年12月29日歌手のベン・リーと再婚。リーとの間に子供がいる。

## 出演作品
- プライベート・プラクティス 迷えるオトナたち (2008～2009)
- 2番目のキス (2005) モリー
- ブル～ス一家は大暴走!　（シーズン2） (2004～2005)
- デッド・ゾーン　（シーズン2） (2003) TVシリーズ
- トワイライト・ゾーン (2002～2003) TVシリーズ
- サウスランダー (2001)
- タワー・オブ・タイタンズ (1999)
- モノクロームの夜 (1997)
- ワン・ナイト・スタンド (1997)
- 私がこわされるとき (1996)
- フォー・ルームス (1995) イヴァ
- ガールズ・プリズン (1994)
- ガンクレイジー (1992)
- ウェインズ・ワールド (1992)
- ガス・フード・ロジング (1991)
- レイチェル・ペーパー (1989)
- セイ・エニシング (1989) ダイアン・コート
- 英雄物語/ナポレオンとジョセフィーヌ (1987)
- A.T./エイリアン・トラベラーズ (1987)
- ジミー さよならのキスもしてくれない (1987)
- リバース・エッジ (1986)